# Преместете парите си
„Преместете парите си“ е инициатива на гражданското общество в Съединените щати, последвала кампанията „Окупирай Уолстрийт“.
На 5 ноември 2011 г. хиляди американци закриват банковите си сметки в големи американски банки, свързани с Уолстрийт, в рамките на инициативата „Преместете парите си“. Причината е едностранно и неочаквано повишаване на таксите за банково обслужване на фона на дълговата криза в САЩ.
Кампанията „Преместете парите си“ има подкрепата на протестиращите от движението „Окупирай Уолстрийт“. Целта е хората да изтеглят спестяванията си от големите американски банки, финансиращи корпорациите, които са получили „подаръци“ под формата на помощ по плана „Полсън“ от американското правителство и са спасени от фалит по време на финансовата криза след 2007 г.
Американците се включват в инициативата, разгневени от намерението на финансовите институции да повишат таксите за обслужване на сметките на обикновените потребители със средствата, от които да възстановят държавната помощ към големите частни американски банки.